# الشبكة العصبية

عرض مبسط ل feedforward الشبكة العصبية الاصطناعية

الشبكة العصبية هي شبكة الخلايا العصبية، أو بالتوجه الحديث الشبكة العصبية الاصطناعية تتكون الشبكة العصبية الاصطناعية من خلايا عصبية أو عقد صناعية. الشبكة العصبية إما أن تكون شبكة عصبية بيولوجية مصنوعة من أعصاب بيولوجية أو أن تكون شبكة عصبية صناعية  لحل مشاكل وقضايا الذكاء الاصطناعي.

## نظرة
الارتباطات للأعصاب البيولوجية عبارة عن أوزان، يعكس الوزن ذو القيمة الموجبة اتصالا كبيراً أو ذا قيمة ذات أهمية، في حين تعكس القيم السالبة للأوزان الاتصالات المثبِطة.
جميع المدخلات يتم ضربها بالأوزان وأخذ المجموع لها وهذا ما يسمَى بالمركَبة الخطية.
أخيرا، اقتران التنشيط يتحكم بمقدار النواتج، على سبيل المثال: يتراوح النطاق المقبول للنواتج عادةً بين [0_1] أو يمكن أن يكون   بين [1_ -1].

يمكن استخدام مثل هذه الشبكات الصناعية في النمذجة التنبُؤية، التحكم التكيُفي والتطبيقات، حيث يتم تدريب هذه الشبكات عبر مجموعة من البيانات.
يمكن أن يكون التعليم ذاتياً لهذه الشبكات من خلال التجربة والتي يمكن أن تستخلص استنتاجات من مجموعة معقدة وغير مرتبطة من المعلومات.
 تتكون الشبكة العصبية من مجموعة  أو مجموعات من الخلايا العصبية المرتبطة كيميائياً أو وظيفياً.
يمكن توصيل خلية عصبية واحدة بالعديد من الخلايا العصبية الأخرى، كما أن العدد  الكلي للخلايا العصبيَة والاتصالات في في الشبكة الواحدة يصل إلى نطاق واسع.
الوصلات والتي تُعرف بنقاط  التشابك، تتكون عادةً من محاور عصبية، شجيحات، شبكات عصبية وغيرها من الوصلات الموجودة.
هناك أشكال أخرى من الإشارات غير الإشارات الكهربائية التي تنشأ من انتشار الناقل العصبي.
الذكاء الاصطناعي، النمذجة المعرفيَة والشبكات العصبيِة  هي نماذج لمعالجة المعلومات  المُستَوحاه من الطريقة التي تعالج بها الأنظمة العصبية البيولوجية البيانات.
الذكاء الاصطناعي والنمذجة المعرفيَة  يعمل على محاكاة بعض خصائص الشبكات العصبيِة البيولوجية.
في مجال الذكاء الاصطناعي، تم تطبيق الشبكات العصبية الاصطناعية بنجاح للتعرُف على الكلام وتحليل الصُور والتُحكُم التَكيُفي من أجل بناء وُكلاء البرامج (ألعاب الحاسوب والفيديو) أو الربوتوتات المستقلَة.
تاريخياً، تطورت أجهزة الكمبيوتر الرقمية من نوع ( von Neumann)، وتعمل من خلال تنفيذ تعليمات واضحة عبر الوصول إلى الذاكرة بواسطة عدد من المعالجات. من ناحية أخرى، تستند أصول الشبكات العصبية إلى الجهود المبذولة لنموذج معالجة المعلومات في الانظمة البيولوجية. على عكس نوع (von Neumann)، حيث لا تفصل حوسبة الشبكة العصبية الذاكرة والمعالجة.
لقد عملت نظرية الشبكة العصبية على تحديد كيفية عمل الخلايا العصبية في الدماغ بشكل أفضل وتوفير الأساس للجهود المبذولة لخلق الذكاء الاصطناعي.

## تاريخ
تم اقتراح القاعدة النظرية الأولية للشبكات العصبية المعاصرة بشكل مستقل من قبل ألكسندر بين  (1873) وويليام جيمس  (1890). في عملهم، نتجت كل من الأفكار ونشاط الجسم عن التفاعلات بين الخلايا العصبية داخل الدماغ.
بالنسبة إلى باين،  أدى كل نشاط إلى إطلاق مجموعة معينة من الخلايا العصبية. عندما تكررت الأنشطة، تعززت الروابط بين تلك الخلايا العصبية. وفقًا لنظريته، فإن هذا التكرار هو ما أدى إلى تكوين الذاكرة. كان المجتمع العلمي العام في ذلك الوقت متشككًا في نظرية باين لأنها كانت تتطلب ما يبدو أنه عدد كبير من الروابط العصبية داخل الدماغ. أصبح من الواضح الآن أن الدماغ معقد للغاية وأن نفس «الأسلاك» في الدماغ يمكنها معالجة العديد من المشكلات والمدخلات.
كانت نظرية جيمس  مشابهة لنظرية بين،  ، ومع ذلك، اقترح أن الذكريات والإجراءات الناتجة عن التيارات الكهربائية تتدفق بين الخلايا العصبية في الدماغ. نموذجه، من خلال التركيز على تدفق التيارات الكهربائية، لا يحتاج إلى اتصالات عصبية فردية لكل ذاكرة أو حركة.
أجرى (شيرنجتون)  (1898) تجارب لاختبار نظرية (جيمس). حيث قام بتشغيل التيارات الكهربائية أسفل الحبال الشوكية للفئران. ومع ذلك، بدلاً من إظهار زيادة في التيار الكهربائي كما توقع (جيمس)، وجدت (شيرنجتون)أن قوة التيار الكهربائي انخفضت مع استمرار الاختبار مع مرور الوقت. الأهم من ذلك، أدى هذا العمل إلى اكتشاف مفهوم التكيُف.
أنشأ (بيتس ومكلوتش)  عام (1943) نموذجًا حسابيًا للشبكات العصبية القائمة على الرياضيات والخوارزميات. وأطلقوا على هذا النموذج عتبة المنطق. لقد مهد النموذج الطريق لبحوث الشبكة العصبية لتقسيمها إلى طريقتين متميزتين. ركز أحد الأساليب على العمليات البيولوجية في الدماغ والآخر ركز على تطبيق الشبكات العصبية على الذكاء الاصطناعي.
في أواخر الأربعينيات من القرن العشرين، ابتكر عالم النفس (دونالد هيب)  فرضية التعلم على أساس آلية اللدونة العصبية التي تُعرف الآن باسم التعلم من غير توجيه.. يعتبر التعلم في اللغة العبرية قاعدة تعليمية «غير خاضعة للرقابة» نموذجية، وكانت المتغيرات اللاحقة لها نماذج مبكرة لتقوية طويلة المدى. بدأت هذه الأفكار يتم تطبيقها على النماذج الحسابية في عام 1948 مع ماكينات Turing's B-type .
استخدم فارلي وكلارك  (1954) لأول مرة الآلات الحسابية، ثم سميت الآلات الحاسبة، لمحاكاة شبكة هيبية في معهد ماساتشوستس للتكنولوجيا. تم إنشاء آلات حسابية أخرى للشبكة العصبية بواسطة روتشستر وهولندا وهابيت ودودا  (1956).
قام روزنبلات  (1958) بإنشاء الإدراك الحسي، وهي خوارزمية للتعرف على الأنماط استنادًا إلى شبكة كمبيوتر التعلم ثنائية الطبقات باستخدام الجمع والطرح البسيط. مع التدوين الرياضي، وصف روزنبلات أيضًا الدوائر غير الموجودة في الإدراك الحسي الأساسي، مثل الدائرة الحصرية أو الدارة، وهي الدائرة التي لا يمكن معالجة حسابها الرياضي حتى بعد إنشاء خوارزمية backpropagation بواسطة Werbos  (1975).
ركود أبحاث الشبكات العصبية بعد نشر أبحاث التعلم الآلي من قبل مارفن مينسك وسيمور بابيرت  (1969). اكتشفوا قضيتين رئيسيتين مع الآلات الحسابية التي عالجت الشبكات العصبية. المسألة الأولى كانت أن الشبكات العصبية أحادية الطبقة كانت غير قادرة على معالجة الدائرة الحصرية أو. المسألة الثانية المهمة هي أن أجهزة الكمبيوتر لم تكن متطورة بما يكفي للتعامل بفعالية مع وقت التشغيل الطويل الذي تتطلبه الشبكات العصبية الكبيرة. تباطأت أبحاث الشبكات العصبية حتى حققت أجهزة الكمبيوتر طاقة معالجة أكبر. ومن العوامل الرئيسية الأخرى في التقدم اللاحق خوارزمية الانتشار الخلفي التي نجحت في حل المشكلة الحصرية (1975).
أصبحت المعالجة الموزعة المتوازية لمنتصف الثمانينات شعبية تحت اسم الربط. قدم النص الذي كتبه روميلهارت وماكليلاند  (1986) عرضًا كاملاً حول استخدام التوصيلية في أجهزة الكمبيوتر لمحاكاة العمليات العصبية.
تُعتبر الشبكات العصبية، كما تُستخدم في الذكاء الاصطناعي، تقليديا نماذج مبسطة للمعالجة العصبية في الدماغ، على الرغم من أن العلاقة بين هذا النموذج والعمارة البيولوجية للمخ قد تمت مناقشتها، لأنه ليس من الواضح إلى أي مدى تعكس الشبكات العصبية الاصطناعية الدماغ وظيفة.

## الذكاء الاصطناعي
الذكاء الاصطناعي: الشبكة العصبية (NN) في حالة الخلايا العصبيَة الاصطناعيَة تسمَى الشبكيَة العصبية الاصطناعية (ANN) أو الشبكة العصبيَة المُصطنعة (SNN). والشبكة العصبيَة عبارة عن مجموعة مترابطة  من الخلايا العصبيَة الطبيعية أو الاصطناعية التي تستخدِم نموذجاً رياضياً أو حسابياً لمعالجة المعلومات استناداً إلى طريقة اتصال للحساب.
غالباً ما تعدُ الشبكة العصبية الاصطناعية نظاماً متكيِفاً يغيِير هيكله بناءً على معلومات خارجية أو داخلية تتدفق عبر الشبكة. من الناحية العمليِة، تعتبر الشبكات العصبية أدوات نمذجة للبيانات  الإحصائية أو اتخاذ القرارات غير الخطِية، يمكن استخدامها لنمذجة العلاقات المُعَقَدة بين المدخلات والمخرجات أو للعثور على أنماط في البيانات
تحتوي الشبكة العصبية الاصطناعية  على شبكة من عناصر المعالجة البسيطة (الخلايا العصبية الاصطناعية) التي يمكن أن تُظهر سلوكاً عالمياً معقَداً، تحدده العلاقات بين عناصر المعالجة ومعاملات العناصر.
تم اقتراح الخلايا العصبيَة  الاصطناعية  لأول مرة في عام 1943 من قِبل (وارن مكولوتش)، عالِم فيسيولوجيا الاعصاب، و (والتربيتس) وهو عالِم في المنطق.
النوع الكلاسيكي للشبكة العصبية الاصطناعية هو شبكة (هوبفيلد) المتكرِرة.
مفهوم الشبكة العصبية تم طرحه أول مرة بواسطة (آلان تورنغ) في كتابِه «الآلات الذكيِة» لعام 1948 والذي أطلَق عليه «الآلات غير المُنَظَمة من النوع B».
تكمُن فائدة نماذج الشبكات العصبيَة الاصطناعيَة في حقيقة أنه يمكن استخدامها لاستنتاج دَالَة من المُدخلات واستخدامها.
يمكن أيضا استخدام الشبكات العصبيَة غير الخاضعة للإشراف أن تتعلم تمثيل المُدخلات التي تجسِد الخصائص البارزة لتوزيع المدخلات.
مُؤخراً، خوارزميات التعلُم العميق والتي يمكن أن تتعلَم ضمنياً وظيفة  توزيع البيانات المٌلاحظة.
التعلٌم في الشبكات العصبيَة مفيد بشكل خاص في التطبيقات حيثُ التعقيد للبيانات والمهمَات يجعل التصميم باليد لهذه الدَالات غير عملي.

## تطبيقات
يمكن استخدام الشبكات العصبية في مجالات مختلفة. تميل المهام التي يتم تطبيق الشبكات العصبية الاصطناعية عليها إلى الوقوع ضمن الفئات العريضة التالية:
- تقريب الوظيفة ، أو تحليل الانحدار ، بما في ذلك التنبؤ بالسلاسل الزمنية والنمذجة.
- التصنيف ، بما في ذلك التعرف على النمط والتسلسل ، والكشف عن الجدة واتخاذ القرارات المتسلسلة.
- معالجة البيانات ، بما في ذلك التصفية والتجميع وفصل الإشارة العمياء والضغط.

تشمل مجالات تطبيق الشبكات غير الخطية تحديد النظام غير الخطي والتحكم (التحكم في السيارة ، التحكم في العمليات) ، لعب الألعاب وصنع القرار (لعبة الطاولة ، الشطرنج ، السباق) ، التعرف على الأنماط (أنظمة الرادار ، تحديد الوجه ، التعرف على الأشياء) ، التعرف على التسلسل (الإيماءات ، الكلام ، التعرف على النص المكتوب بخط اليد) ، التشخيص الطبي ، التطبيقات المالية ، استخراج البيانات (أو اكتشاف المعرفة في قواعد البيانات ، "كد") ، التصور وتصفية البريد الإلكتروني غير المرغوب فيه. على سبيل المثال ، من الممكن إنشاء ملف تعريف دلالي لاهتمامات المستخدم الناشئة من الصور المدربة للتعرف على الكائنات.